# Марі-Віктор Латур-Мобур де Фе
Марі-Віктор Латур-Мобур де Фе (*Marie Victor Nicolas La Tour-Maubourg de Fay, 22 травня 1768 —†11 листопада 1850) — французький військовий та політичній діяч часів Першої імперії, реставрації Бурбонів.

## Життєпис
Народився 1768 року у м.Ла-Мотт-де-Галор. Походив з аристократичній родині Клода-Флорімона де Фе. Дитинство провів у родинному замку Мобур. У 1782 році записано до королівських мушкетерів — лейтенантом Бойольського полку. У 1785 році стає капітаном у полку Дофіна. У 1789 році стає молодшим лейтенантом королівської гвардії. Разом із своїм братом Марі-Шарлєм-Сезаром де Латур-Мобуром підтримав дії Генеральних штатів, а згодом Установчих зборів. Разом з тим підтримував ідею конституційної монархії. У 1792 році увійшов до Національної гвардії, служив помічником маркіза Лафайєта. Після падіння королівської влади втік до Голландії. Мешкав спочатку в Гамбурзі, а згодом у Брюсселі. Повернувся до Франції у 1799 році.
Відновлення його військової кар'єри на 1800 рік, коли він відправився до французької армії, яка знаходилася в Єгипті. Брав участь у битвах при Абукірі, Каїрі й Олександрії. Стає помічником-ад'ютантом генерала Клебера, а з 1801 року (після загибелі Клебера) — генерала Мену. За свої дії в цій компанії отримує звання полковника.
По поверненню до Франції знаходився в Рейнські армії, взяв активну участь у військовій кампанії 1805 року, відзначився у битві під Аустерліцем. 24 грудня цього року стає бригадним генералом. У військовій кампанії 1806 року проти Прусії проявив себе у битві під Єною, а у кампанії 1807 року — під Гейльсбергом й Фрідландом. Зазнав тяжких поранень. Того ж року стає дивізійним генералом.
У 1808–1812 роках на чолі кавалерійських корпусів брав участь у військовій кампанії в Іспанії та Португалії. Тут служив під головуванням маршалів Жана-Батіста Бессьєра, Клода Віктора, Сульта. Відзначився в усіх найбільших битвах. У 1808 році Наполеон I надав Латур-Мобур титул барона імперії. 23 червня 1811 року самостійно здобув перемогу над іспанцями у битві при Елвасі. У військовій кампанії проти Росії очолив 4-й кавалерійський корпус. У битві при Бородіно відзначився при атаці на Курганну висоту.
У військовій кампанії 1813 року командував 1 кавалерійським корпусом, відзначився у битвах при Бауцені, Вахау, Дрездені, Лецпцизі. Брав активну участь у військовій кампанії 1814 року. Отримує орден Почесного легіону.
Після реставрації Бурбонів Латур-Мобур став пером Франції, незабаром після цього графом. Під час Ста днів Наполеона Бонапарта залишився вірним королю Людовику XVIII й виїхав до Генту. За це після другого зречення Бонапарта був щедро винагороджений: у 1817 році стає маркізом, членом адміністративної ради Дому інвалідів. З 1819 до 1821 року був послом Франції у Великій Британії. Водночас займав посаду військового міністра, на цій посаді у 1820 році займався реорганізацією піхоти. У 1821 році призначається губернатором Дому інвалідів. Разом із Карлом X виїхав до Бельгії. У 1848 році повернувся до Франції. Помер 11 листопада 1850 року у м.Даммарі-ле-Лі.
На його честь названо бульвар у Парижі, а також одна із станцій паризького метро.

## Родина
Дружина — Петроніла ван Риссель (д/н—1844)